# Горшков Юрій Олександрович
Юрій Олександрович Горшков (рос. Юрий Александрович Горшков, нар. 13 березня 1999, Кондопога, Росія) — російський футболіст, фланговий захисник клубу «Зеніт» та національної збірної Росії.

## Ігрова кар'єра

### Клубна
Юрій Горшков починав займатися футболом у ДЮСШ свого рідного міста Кондопога. Після вдалого проходження перегляду він перейшов до молодіжної команди «Чертаново». Також паралельно з цим закінчив загальноосвітню школу із золотою медаллю.
На професійному рівні Горшков дебютував у серпні 2016 року. У сезоні 2017/18 футболіст разом із клубом виграв зону «Захід» у першості Другої ліги та наступні два сезони грав у ФНЛ.
Влітку 2020 року у складі цілої групи футболістів «Чертаново» Юрій Горшков перейшов до клубу «Крила Рад». Першу гру у новій команді футболіст провів у серпні 2020 року. Наступного 2021 року разом з «Крилами» Горшков дістався до фіналу Кубка Росії та виграв турнір ФНЛ. 25 липня 2021 року Горшков дебютував у вищому дивізіоні чемпіонату країни.
У червні 2024 року футболіст перейшов до пітерського «Зеніта», підписавши з клубом трирічний контракт.

### Збірна
У 2017 році Юрій Горшков виступав у складі юнацьких збірних Росії.
16 жовтня 2023 року у товариському матчі проти команди Кенії Юрій Горшков дебютував у складі національної збірної Росії.

## Досягнення
Крила Рад
- Переможець турніру ФНЛ: 2020/21
- Фіналіст Кубка Росії: 2020/21

«Зеніт»
- Володар Суперкубка Росії (1): 2024